# 2016年貝克峽谷大火

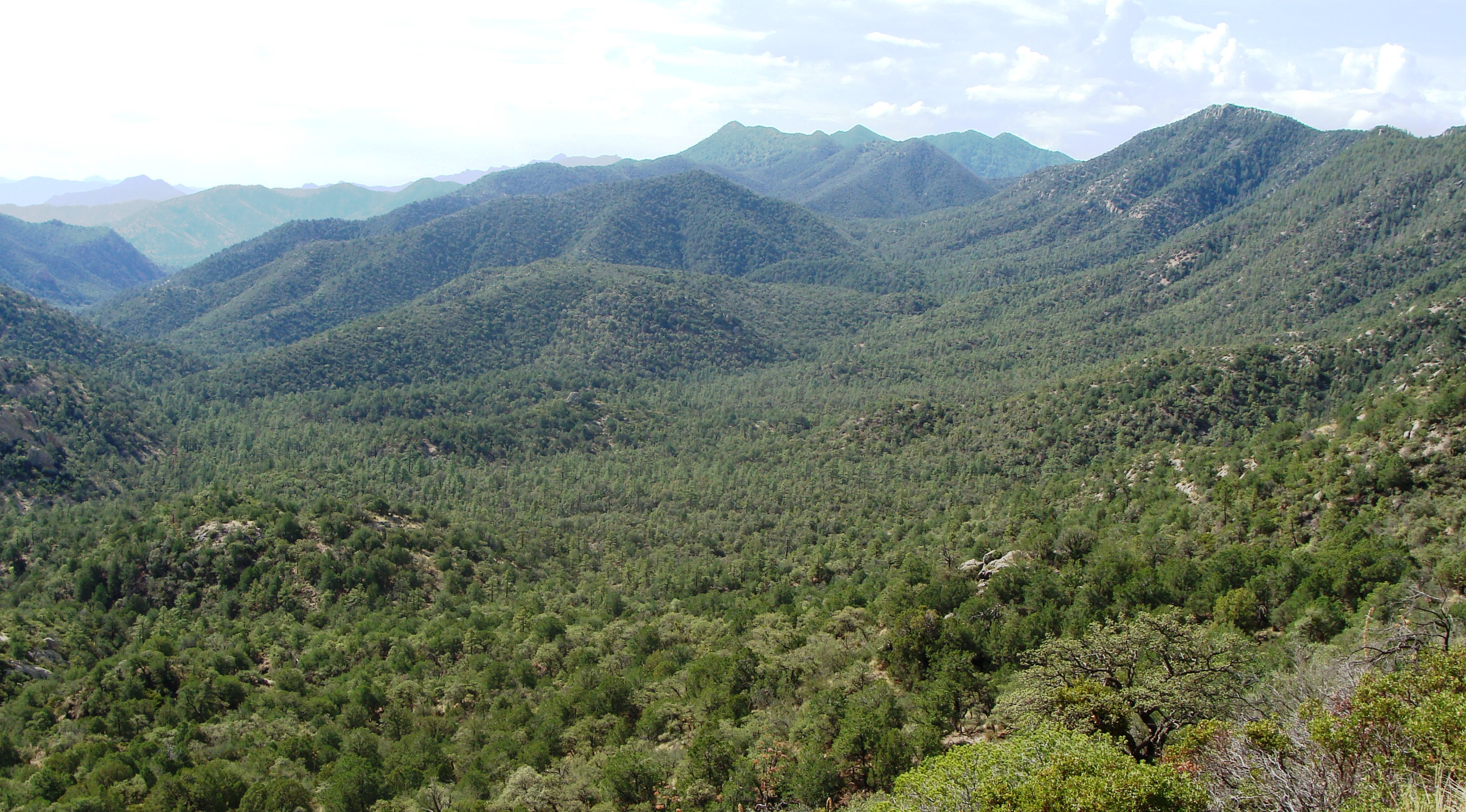
科羅納多國家森林公園

2016年貝克峽谷大火發生於2016年3月。大火發生於亞利桑那州道格拉斯東北部與新墨西哥州西南部之貝克峽谷。

## 救災過程
現場指揮官為J.齊格勒（J. Ziegler）。火勢受控後，消防部門派出6架消防車於附近巡邏及戒備。

## 影響
大火波及新墨西哥州及亞利桑那州交界的科羅納多國家森林公園。